# Rèmora (gènere)
Remora és un gènere de peixos marins dins la família de les rèmores o equeneids, amb distribució cosmopolita en tots els mars o oceans del món.
Com la resta de les rèmores de la seva família, utilitzen un disc adhesiu per a fixar-se en un animal de mida més gran i deixar-se portar, tenen una llargada del cos màxima entre 40 i 80 cm, segons l'espècie.

## Taxonomia
Hi ha 4 espècies vàlides en aquest gènere:
- Remora australis (Bennett, 1840) - Rèmora-balenera.
- Remora brachyptera (Lowe, 1839) - Rémora-robusta o Rèmora-de-Merlín.
- Remora osteochir (Cuvier, 1829) - Rèmora-marlinera .
- Remora remora (Linnaeus, 1758) - Rèmora comuna o dels taurons.